# 文教スタヂオ
株式会社文教スタヂオ（かぶしきかいしゃぶんきょうスタヂオ）は、滋賀県彦根市に本社を置き、日本全国の観光地に営業所を構え記念写真の撮影・販売を主たる業務として行なう企業。

## 沿革
以下、公式ウェブサイトより主な内容のみ引用する
- 1950年（昭和25年）2月22日 - 写真館を創業。
- 1955年（昭和30年）- 彦根城前に新店舗を建築・大津営業所を設置し観光写真業務を開始
- 1961年（昭和36年）8月14日 - 和歌山営業所を開設・株式会社に改組(資本金300万円)
- 1968年（昭和43年）- 彦根城前に鉄筋3階建て本社ビルを建築
- 1970年（昭和45年）- 大阪・千里丘で開催された日本万国博覧会（大阪万博）に営業参加・会場の写真撮影業務を担当
- 1975年（昭和50年）- 沖縄国際海洋博覧会に営業参加
- 1985年（昭和60年）- 国際科学技術博覧会（つくば万博'85）に営業参加
- 1987年（昭和63年）- 本社を彦根市役所前に移転
- 1990年（平成2年）- 国際花と緑の博覧会（花博）に営業参加
- 1996年（平成8年）- 和歌山県南部に1963年に設立した南紀観光写真株式会社を合併・資本金2億3000万円
- 2001年（平成13年）- ユニバーサル・スタジオ・ジャパン園内での写真営業を受託
- 2010年（平成22年）- 創業60年を迎える。富山・石川・岐阜に写真館「フォトスタジオチャオ」を開業。
- 2012年（平成24年）- 北海道に初の営業拠点（さっぽろテレビ塔）を設置・以降、道内各所に営業拠点を構える。同年、東京スカイツリーでの写真営業を受託。
- 2014年（平成26年）- あべのハルカス展望台での写真営業を受託・営業開始

## 概要
創設者は元社長、会長であった故・一圓泰三(1925.9.13～2020.12.8)
現社長の一圓泰成は泰三の長男である。
社名の「ヂ」は「シ」ではなく敢えて「チ(血)」にする事により若き血潮、若さの社風を象徴する。
発足当初は卒業アルバムや結婚などの記念写真撮影を行なっていたが、のちに彦根城や和歌山県南部の三段壁や那智山などの名勝地を拠点とする営業所を設立していった。開催が決定した東京オリンピックを前に、昭和30年代の日本社会は空前の高度経済成長時代（オリンピック景気）を迎えつつあった。一方、解禁されたとはいえ海外旅行は庶民にはあまりに高額であり、国内旅行は活気を呈していた（兵庫の有馬温泉や和歌山の南紀白浜・熱海温泉などは当時は、新婚旅行の名所であった）時期である。当時は写真撮影＝フィルムの時代であり、カメラが一般家庭にも普及し始めたとはいえ、ポラロイドなどのインスタントカメラは存在はしていても一般に高価であった。そのような時代に当時の社長・一圓泰三（現社長・泰成は泰三の息子）は、観光地で団体写真撮影を行ったその日のうちに営業所内の現像設備で大量にプリントして、団体宿泊先のホテルにて販売する手法を確立した事で多額の利益をあげたという。
やがて家庭用ビデオカメラなど「撮った写真（画像）がすぐ見られる」時代が到来しはじめた頃と前後し、同様の形式の営業を行なっていた観光地写真館の廃業が相次ぐ中で、泰三は『観光施設での撮影・販売受諾』（撮影業務の外部委託）ビジネスに着目し、以後これを業務の柱と位置づける。
沿革にもあるように、日本各地の博覧会会場や観光施設における団体客や個人旅行客向けの記念撮影や販売業務を拡大している。21世紀に入り、カメラ付き携帯電話やデジタルカメラが一般に広く普及して『観光地で撮影してもらった写真を購入する』動機が社会的にも薄れつつある中、一部の撮影地ではブルーバック合成撮影システムを導入するなど「記念写真」ビジネスの新たな取り組みも行なっている。

## 営業所
北は北海道から南は石垣島まで、日本全国に7支社30営業所を配置し、110箇所近くの施設や観光地で撮影を行なっている。詳細は公式サイトを参照。
また、以下の関連会社がある。
- 株式会社一圓興産 - 社長は同じく、一圓泰成
- ビッグバン文教